# كورنيليوس يانسن
كورنيليوس يانسن (1585 م - 1638 م) هو عالم لاهوتي هولندي. صاحب الحركة الينسينية وإليه تُنسب. كان يانسن - ويعرف أيضًا بيانسنيوس - أسقف ايبر، ويكره الرهبانية اليسوعية التي انشأها إغناطيوس دي لويولا. وقد أوجز اعتراضاته في كتابه الاوغسطينيات سنة 1640 م الذي نشر بعد وفاته بفترة قصيرة. فقد نص ثانية على مباديء القديس أوغسطينوس ونظرياته، وبخاصة تلك المتعلقة بالعفو وحرية الإرادة، والقضاء والقدر. وقد اثار الكتاب جدلًا كبيرًا في الكنيسة المسيحية. وعرف أولئك الذين كانوا يؤمنون بنظريات يانسن باسم اليانسنيين. وكثيرون منهم تجمعوا في دير بور روايات الشهير في فرنسا، حيث عاشوا على حسب تعاليم ومبادئه العالم اللاهوتي الكبير الذي تبعوه. سوى أنهم اضطهدوا من الملك لويس الرابع عشر ملك فرنسا.

## روابط خارجية
- كورنيليوس يانسن على موقع الموسوعة البريطانية (الإنجليزية)
- كورنيليوس يانسن على موقع إن إن دي بي (الإنجليزية)